# Klonowo (Ostróda)
Klonowo (deutsch Klonau) ist ein kleiner Ort in der polnischen Woiwodschaft Ermland-Masuren. Er gehört zur Gmina Ostróda (Landgemeinde Osterode in Ostpreußen) im Powiat Ostródzki (Kreis Osterode in Ostpreußen).

## Geographische Lage
Klonowo liegt im Südosten des Landschaftsschutzpark Kernsdorfer Höhen (polnisch Park Krajobrazowy Wzgórz Dylewskich) im Südwesten der Woiwodschaft Ermland-Masuren, 20 Kilometer südlich der Kreisstadt Ostróda (deutsch Osterode in Ostpreußen).

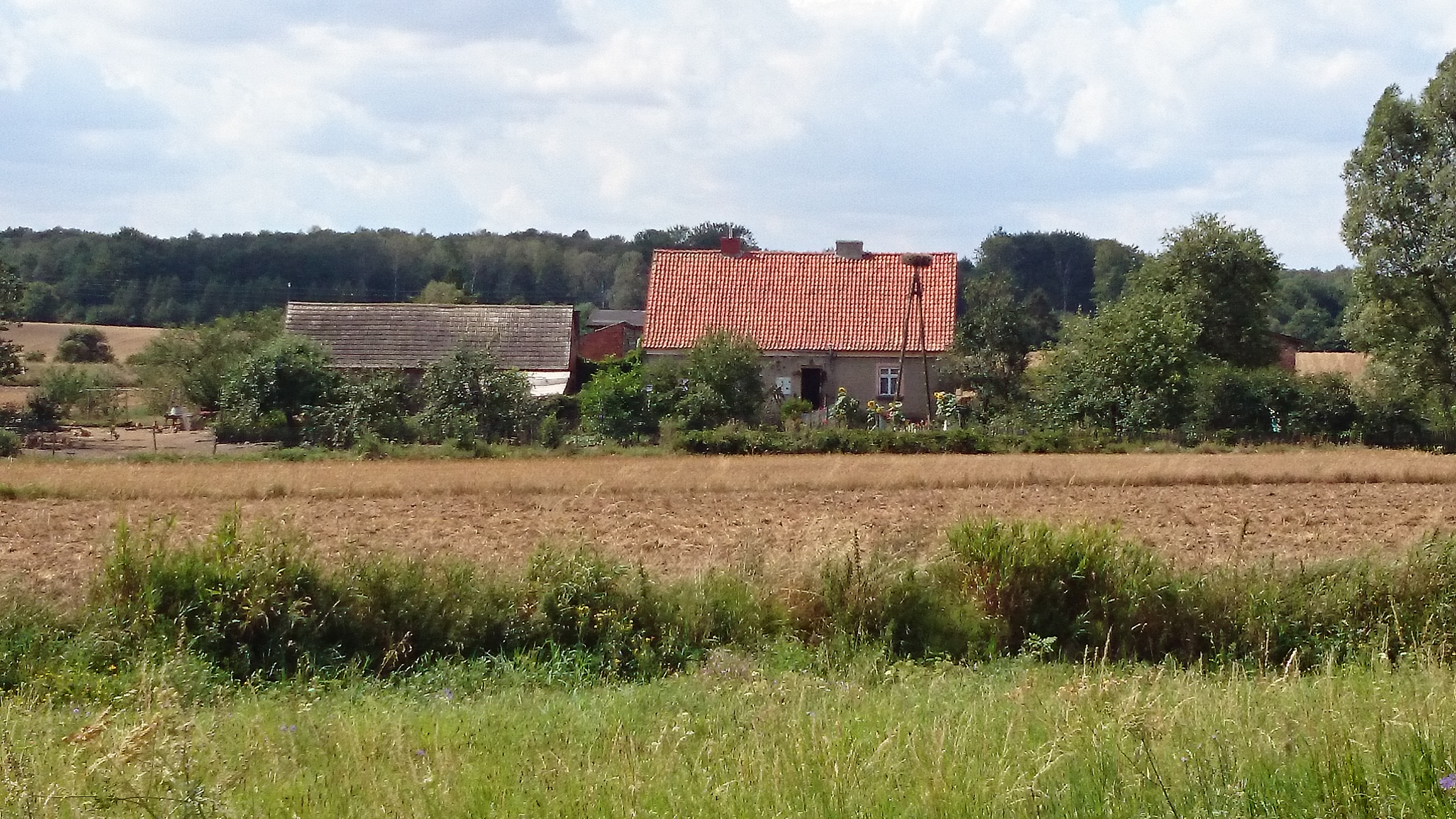
Dorfansicht Klonowo mit Storchennest

## Geschichte

### Ortsname
Der Name "Klonau" leitet sich ab von "Klon" als prußischer Bezeichnung für den Ahorn. Im Gebiet um Klonau gab es mehrere Stellen mit Berg-Ahornbeständen.

### Ortsgeschichte
Der Gutsort Cronaw – nach 1410 Chronow und nach 1785 Klonau genannt – wurde 1349 urkundlich erwähnt, aber erst 1379 mit Handfeste gegründet. 1530 verschrieb Herzog Albrecht das seinerzeit wüste Gut an die Brüder Hans und Jorgen von der Gablenz und gab ihnen Geld zur Wiederansiedlung. Zu dieser kam es aber erst nach 1579.
Das später um eine Försterei und auch eine Ziegelei erweiterte Dorf wurde als Gutsbezirk 1874 in den neu errichteten Amtsbezirk Marwalde (polnisch Marwałd) im Kreis Osterode in Ostpreußen aufgenommen.
Im Jahre 1910 – in diesem Jahr wurde Klonau Bahnstation an der Strecke (Osterode–) Bergfriede–Groß Tauersee (–Soldau) – zählte das Dorf 203 Einwohner. Ihre Zahl vergrößerte sich bis 1933 auf 267 und belief sich 1939 auf 282.
1945 wurde Klonau in Kriegsfolge und innerhalb des gesamten südlichen Ostpreußen an Polen überstellt. Das Dorf erhielt die polnische Namensform „Klonowo“. Heute ist die nur noch kleine Siedlung (polnisch Osada) eine Ortschaft im Verbund der Gmina Ostróda (Landgemeinde Osterode in Ostpreußen) im Powiat Ostródzki (Kreis Osterode in Ostpreußen), bis 1998 der Woiwodschaft Olsztyn, seither der Woiwodschaft Ermland-Masuren zugehörig.

### Gut Klonau
Das Gut Klonau gehörte mit dem ganzen südlichen Drittel des Kreises Osterode mit fast 80.000 Hektar bis Anfang des 19. Jahrhunderts zum Besitz der Grafen von Finckenstein. 1831 allerdings kam es zur Zwangsversteigerung, bei der Georg Heinrich Negenborn (1794–1862), seit 1824 Verwalter der Finckensteinschen Güter, das Gut Klonau und weitere Güter ersteigerte. Nach seinem Tod bekam sein jüngster Sohn Richard Negenborn (1834–1875) Klonau und dazu Vierzighufen (polnisch Wierzbica) und Marwalde (Marwałd). Richards Sohn Gerhard Negenborn (1864–1931) wurde 1901 anlässlich eines Besuchs des Kaisers in Klonau in den Adelsstand erhoben. Sein Sohn Richard von Negenborn brachte seinen durch Erbteilungen reduzierten Besitz mit 1800 Hektar zu wirtschaftlicher Blüte, wobei später jedoch ein Teil der Ländereien zur Aufsiedlung abgegeben werden mussten. Zuletzt gehörte der Familie von Negenborn neben Klonau das Gut Altstadt (polnisch Stare Miasto), dazu das Gut Elgenau (Elgnowo) und das Gut Vierzighufen.
Das Gutshaus in Klonau wurde 1865–1867 mit Hilfe eines Maurermeisters aus Gilgenburg (polnisch Dąbrówno) neu gebaut. Garten und Park legte der Garteningenieur Johann Larass an. Das Haus steht auf einer Anhöhe und ist ein im italienischen Stil gestaltetes Gebäude. Es ging nach 1945 in Privatbesitz über. 2004 war ein Fabrikant aus Toruń (Thorn) Eigentümer, der sich hier eine Residenz mit Gästewohnungen einrichtete. Inzwischen ist das Gebäude allerdings vernachlässigt. Lediglich die Repräsentationsräume wurden weitgehend im alten Zustand wiederhergestellt.

## Kirche
Bis 1945 war Klonau in die evangelische Kirche Marwalde in der Kirchenprovinz Ostpreußen der Kirche der Altpreußischen Union sowie in die römisch-katholische Kirche Gilgenburg (polnisch Dąbrówno) eingepfarrt.
Nach 1945 kam das Dorf zur römisch-katholischen Pfarrei Marwałd (Marwalde) im Erzbistum Ermland. Evangelischerseits orientieren sich die Einwohner zur Kirche in Ostróda innerhalb der Diözese Masuren der Evangelisch-Augsburgischen Kirche in Polen.

## Verkehr
Klonowo liegt unweit der Woiwodschaftsstraße 537 und ist von Marwałd aus in wenigen Kilometern erreichbar. Die Kreisstraße (polnisch Droga powiatowa (DP)) 1235N verbindet den Ort mit der Landesstraße 15 bei Smykówko (Klein Schmückwalde).
Von 1910 bis 1945 war Klonau Bahnstation an der Strecke Osterode–Soldau. Der Bahnhof lag zwei Kilometer westlich des Guts Klonau. Die Bahnstrecke wurde aufgrund der Kriegseinwirkungen nach 1945 nicht wieder reaktiviert.

## Persönlichkeiten

### Aus dem Ort gebürtig
- Karl Georg Negenborn (1863–1925), deutscher Verwaltungsjurist und politischer Schriftsteller
- Gerhard von Negenborn (1864–1931), deutscher Landwirt, Rittergutsbesitzer auf Klonau, Politiker (DNVP)